# Bussang
 Bussang  es una población y comuna francesa, en la región de Lorena, departamento de Vosgos, en el distrito de Épinal y cantón de Le Thillot.

## Demografía
| 2271 | 2231 | 2058 | 1917 | 1809 | 1777 |
| Para los censos de 1962 a 1999 la población legal corresponde a la población sin duplicidades (Fuente: INSEE [Consultar]) |      |      |      |      |      |